# Theodore Maiman
Theodore Harold Maiman (Los Angeles, 11 juli 1927 – Vancouver (Brits-Columbia), 5 mei 2007) was een Amerikaanse natuurkundige en elektrotechnicus van Joodse afkomst. In 1960 construeerde hij de allereerste robijnlaser.

## Biografie
Maiman werd geboren in Los Angeles waar hij als tiener geld voor zijn studie verdiende met de reparatie van elektrische apparatuur en radio's. Zijn vader, Abraham Maiman (1884-1965), was als elektrotechnicus werkzaam bij AT&T waar hij onder andere de stethoscoop had verbeterd. Na de middelbare school bezocht hij de universiteit van Colorado, waar hij in 1949 zijn bachelorgraad in de natuurkunde verkreeg. Vervolgens ging hij naar de Stanford-universiteit waar hij tot 1951 zijn mastergraad kreeg in de elektrotechniek en in 1955 zijn doctoraat in de experimentele natuurkunde. Zijn proefschrift, die hij uitvoerde onder begeleiding van Nobelprijswinnaar Willis Lamb bevatte getailleerde microgolf optische metingen van fijnstructuursplitsing in aangeslagen heliumatomen.
Na zijn studie kwam Maiman terecht bij het bedrijfslaboratorium van Hughes Aircraft Company, Hughes Research Laboratorium, in Malibu (Californië). Na een discussie met zijn leidinggevenden kreeg hij toestemming om zijn ideeën van een optische maser verder uit te werken.

## Laser
Zijn proefschrift vormde de basis voor zijn uitvinding van de laser. In 1958 publiceerden Charles Townes en zijn zwager Arthur Schawlow in The Pysical Review het artikel "Infrared and Optical Masers", over de theoretische mogelijkheid van een optische maser die werkt bij golflengten van zichtbaar licht. Vier jaar eerder had Townes een ammoniak-maser gebouwd met een golflengte van 1,25 cm (24 GHz). Voor de optische maser stelden ze voor om alkalidamp te gebruiken in plaats van ammoniak.
Maar Maiman was ze voor. Op 16 mei 1960 demonstreert hij samen met zijn assistent Irnee D'Haenens de allereerste werkende laser ter wereld. Voor de laser gebruikte hij geen gasvormig medium maar een synthetisch vervaardigd robijnkristal (aluminiumoxide verontreinigd met chroomoxide), een materiaal waarvan andere wetenschappers hadden gezegd dat het zeker niet ging werken. Het resultaat was een dieprode laserstraal met een golflengte van 694 nanometer.
Een kort verslag van zijn resultaat werd door Physical Review Letters niet geaccepteerd, waarop Maiman het naar – het eveneens hoogaangeschreven – Britse tijdschrift Nature stuurde die het in de editie van 6 augustus 1960 publiceerde. Het gevolg was dat zijn uitvinding snel en velerlei variaties door andere onderzoekers werd nagebouwd.

## Latere carrière
Na Hughes te hebben verlaten kwam Maiman bij Quantatron terecht waar hij de leiding kreeg over alle laseractiviteiten. In 1962 werd bij directeur van het pas opgerichte Korad Corporation, een dochtermaatschappij van Union Carbide, die alle laseractiva van Quantatron had gekocht. In 1968 besloot Maiman om niet meer met Union Carbide te werken en begon hij zijn eigen bedrijf, Maiman Associates. In 1972 was hij medeoprichter van Laser Video Corporation.

## Erkenning
Hoewel Maiman voor zijn uitvinding nooit de Nobelprijs won (hij werd tweemaal voorgedragen) mocht hij wel enkele andere belangrijke onderscheidingen in ontvangst nemen, zoals de Oliver E. Buckley Prize (1966) van de American Physical Society en de Wolf Prize in de natuurkunde (1983/84). Datzelfde jaar werd hij opgenomen in de National Inventors Hall of Fame. Daarnaast ontving hij de Fannie & John Hertz Science Award (1966) en de in 1987 de prestigieuze Japanprijs.
Tevens schreef hij het boek "The Laser Odyssey", waarin hij de gebeurtenissen beschrijft rondom de creatie van de eerste laser.